# ÖBB 4706/4734/4736 sorozat
Az ÖBB 4706, 4734 és a 4736 sorozat egy-egy villamos emeletes motorvonatsorozat, melyek a Stadler KISS járműplatformján alapulnak és a svájci Stadler Rail gyárt.
A 4734-es és 4736-os sorozatú regionális motorvonatok a kocsik száma alapján különbözik. A típus utolsó számjegye tehát a vonat kocsikban kifejezett hosszát jelzi. A középső kocsikat 7034 vagy 7036 jelzéssel jelölik.
A regionális közlekedési változatot a 2025. decemberi menetrendváltástól Bécs vonzáskörzetében fogják használni. 2026-ban a távolsági változat következik. 2022-ben az ÖBB-Personenverkehr és a Stadler Rail között a legfeljebb 186 motorvonatra vonatkozó keretszerződésből hívták le a megrendeléseket. Eddig 89 négykocsis és 20 hatkocsis szerelvényt rendeltek a KISS 160 regionális közlekedési változatából, valamint 14 hatkocsis szerelvényt a KISS 200 távolsági változatából ebből a keretmegállapodásból. A keretmegállapodás 3 darab ötvagonos KISS 200-ast is tartalmaz a City Airport Train (CAT) számára. Az ÖBB számára szánt motorvonatokat Ausztriában, Szlovákiában és Németországban, míg a regionális vonatokat a Cseh Köztársaságban és Magyarországon is jóváhagyják.
A helyi és regionális közlekedésre szánt szerelvények a Cityjet kialakításúak lesznek, a távolsági változathoz a Railjet kialakítást tervezik, a City Airport Train szerelvényeihez pedig a CAT kialakítást.